# Hahnschenkel
Hahnschenkel (westallgäuerisch: Haschenkl) ist ein Gemeindeteil der bayerisch-schwäbischen Gemeinde Stiefenhofen im Landkreis Lindau (Bodensee).

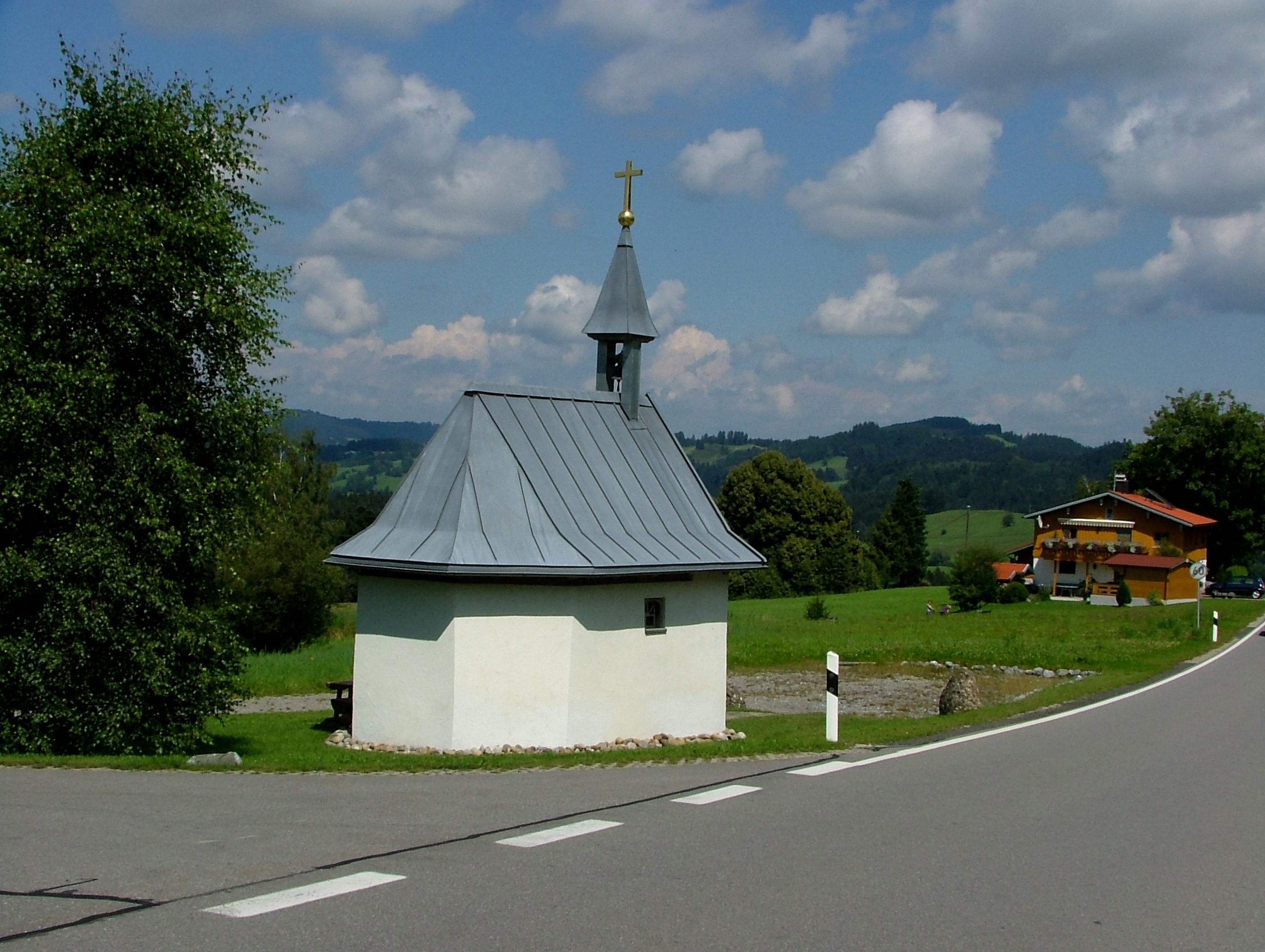
Marien- und Rupertikapelle am Hahnschenkel

## Geographie
Der Weiler liegt rund zwei Kilometer südwestlich des Hauptortes Stiefenhofen und zählt zur Region Westallgäu.

## Ortsname
Das Abflachen der nach Hahnschenkel ansteigenden Straße ähnelte der Form eines abgeknickten Schenkels eines Hahns.

## Geschichte
Durch den Ort verlief einst die Römerstraße Via Decia. Hahnschenkel wurde erstmals im Jahr 1573 urkundlich als Hanenschenckel erwähnt. Im Mittelalter und der frühen Neuzeit führte durch Hahnschenkel die Salzstraße von Innsbruck zum Bodensee. Hahnschenkel war auf dieser Strecke für den steilen Anstieg, genannt Hoher Steig, berüchtigt, weswegen in der Kapelle in Genhofen am Fuße des Anstiegs der Hahn ein oft verwendetes Symbol ist. Im 18. Jahrhundert wurde die Wegkapelle Marien- und Ruperti in Hahnschenkel erbaut.

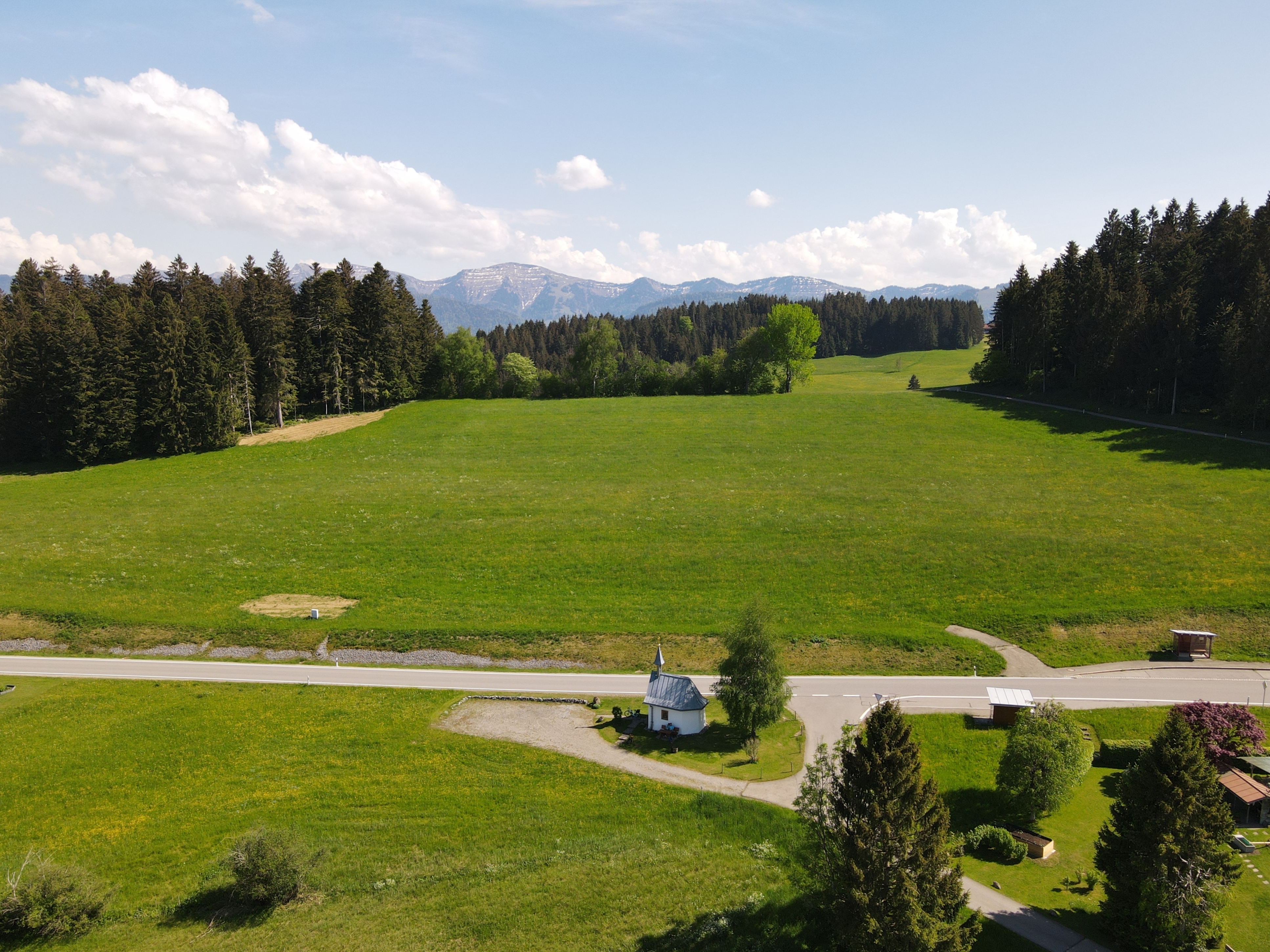
Wegkapelle Marien- und Ruperti von oben

## Baudenkmäler
- Siehe: Liste der Baudenkmäler in Hahnschenkel